# Stole the Show
Singles par Kygo
Firestone
(2015) Nothing Left
(2015)
Stole the Show est une chanson du disc jockey et musicien norvégien Kygo en featuring avec Parson James, sortie le 23 mars 2015. Elle est numéro un des ventes en France durant une semaine.

## Liste des pistes
| 1. | Stole the Show (feat Parson James) | 3:43 |

| 1. | Stole the Show (featuring Parson James) | 3:43 |
| 2. | ID                                      | 4:51 |

## Classements
| Classement (2015)                       | Meilleure position |
| --------------------------------------- | ------------------ |
| Allemagne (Media Control AG)            | 2                  |
| Australie (ARIA)                        | 53                 |
| Autriche (Ö3 Austria Top 40)            | 5                  |
| Belgique (Flandre Ultratop 50 Singles)  | 7                  |
| Belgique (Wallonie Ultratop 50 Singles) | 7                  |
| Canada (Canadian Hot 100)               | 78                 |
| Tchéquie (IFPI Rádio)                   | 4                  |
| Danemark (Tracklisten)                  | 3                  |
| Espagne (PROMUSICAE)                    | 6                  |
| États-Unis (Hot Dance/Electronic Songs) | 11                 |
| Finlande (Suomen virallinen lista)      | 2                  |
| France (SNEP)                           | 1                  |
| Hongrie (Rádiós Top 40)                 | 27                 |
| Hongrie (Mahasz)                        | 5                  |
| Irlande (IRMA)                          | 13                 |
| Italie (FIMI)                           | 37                 |
| Norvège (VG-lista)                      | 1                  |
| Nouvelle-Zélande (RMNZ)                 | 4                  |
| Pays-Bas (Nederlandse Top 40)           | 3                  |
| Pays-Bas (Single Top 100)               | 3                  |
| Royaume-Uni (UK Singles Chart)          | 24                 |
| Slovaquie (IFPI Rádio)                  | 5                  |
| Suède (Sverigetopplistan)               | 1                  |
| Suisse (Schweizer Hitparade)            | 3                  |

## Certification
| Région                                                                                                 | Certification | Ventes/Streams |
| --- | ------------- | -------------- |
| Belgique (BEA)                                                                                         | Platine       | 20 000*        |
| France (SNEP)                                                                                          | Diamant       |                |
| *Ventes selon la certification ^Mise en rayon selon la certification xNon précisé par la certification |               |                |